# Sanfront
Sanfront é uma comuna italiana da região do Piemonte, província de Cuneo, com cerca de 2.605 habitantes. Estende-se por uma área de 39 km², tendo uma densidade populacional de 67 hab/km². Faz fronteira com Barge, Brossasco, Envie, Gambasca, Paesana, Rifreddo, Sampeyre.

## Demografia
| Variação demográfica do município entre 1861 e 2011                               |
|                                                                                   |
| Fonte: Istituto Nazionale di Statistica (ISTAT) - Elaboração gráfica da Wikipedia |